# Mojje
Morgan Jimmy Milacki, född Johansson, mer känd under smeknamnet Mojje, född 23 februari 1972 i Varberg, är en svensk musiker, sångare och barnprogramledare. 
Han är bland annat känd för att ha varit programledare för Lattjo Lajban, samt Nicke & Mojje tillsammans med Niclas Wahlgren. Han var tidigare medlem i Together. Han har medverkat i TV-serien Mimmi och Mojje i TV4 tillsammans med Mimmi Sandén. Han var tävlingsdeltagare i TV-programmet Let's Dance 2009 men drabbades av en hjärtinfarkt under en direktsändning och fick avbryta tävlingen. Han har turnerat med Diggiloo-gänget under somrarna 2008, 2009 och 2012. Han medverkade som körledare i TV4:s Körslaget 2010 och i TV4:s program Fångarna på Fortet 2012. 
Mojje har lånat ut sitt namn till barnböckerna Mojje – första skoldagen och Mojje träffar Mysan av Linda Larsson från 2012. Båda böckerna har underrubriken baserad på verkliga händelser ur Mojjes liv.
År 2022 lanserade han bandet Atron tillsammans med Martin Svensson.

## Diskografi
- Varning för vuxna (2006)
- Barnvakt (2007)
- Popcornfrisyr (2009)
- Att leka i finrummet (2010)
- Vroom vroom racerbil (2012)